# 米野木駅
米野木駅（こめのきえき）は、愛知県日進市米野木町南山にある、名鉄豊田線の鉄道駅。駅番号はTT05。

## 歴史
- 1979年（昭和54年）7月29日 - 開業。
- 2003年（平成15年）10月1日 - トランパス使用開始に伴い駅集中管理システム導入。無人化[1]。
- 2011年（平成23年）
  - 2月7日 - 車いす対応エレベータ・障害者対応型トイレ設置。
  - 2月11日 - ICカード乗車券「manaca」供用開始。
- 2012年（平成24年）2月29日 - トランパス供用終了。

## 駅構造
相対式2面2線ホームの高架駅。駅集中管理システムが導入された無人駅（管理駅は豊田市）である。改札口は高架下に1箇所あり、付近には自動券売機（通勤manaca定期券（新規・継続）および通学manaca定期券（継続のみ）の購入も可能。ただし、名鉄ミューズカードでの決済は7:00～22:00の間に限られる。）および自動精算機（ICカードの積み増し等も可能）を1台ずつ備えている。なお、改札口とホームとは階段またはエレベーターで行き来できる。

### のりば
| 番線 | 路線      | 方向 | 行先                     |
| ---- | --------- | ---- | ------------------------ |
| 1    | TT 豊田線 | 下り | 豊田市ゆき               |
| 2    | TT 豊田線 | 上り | 赤池・伏見・上小田井方面 |

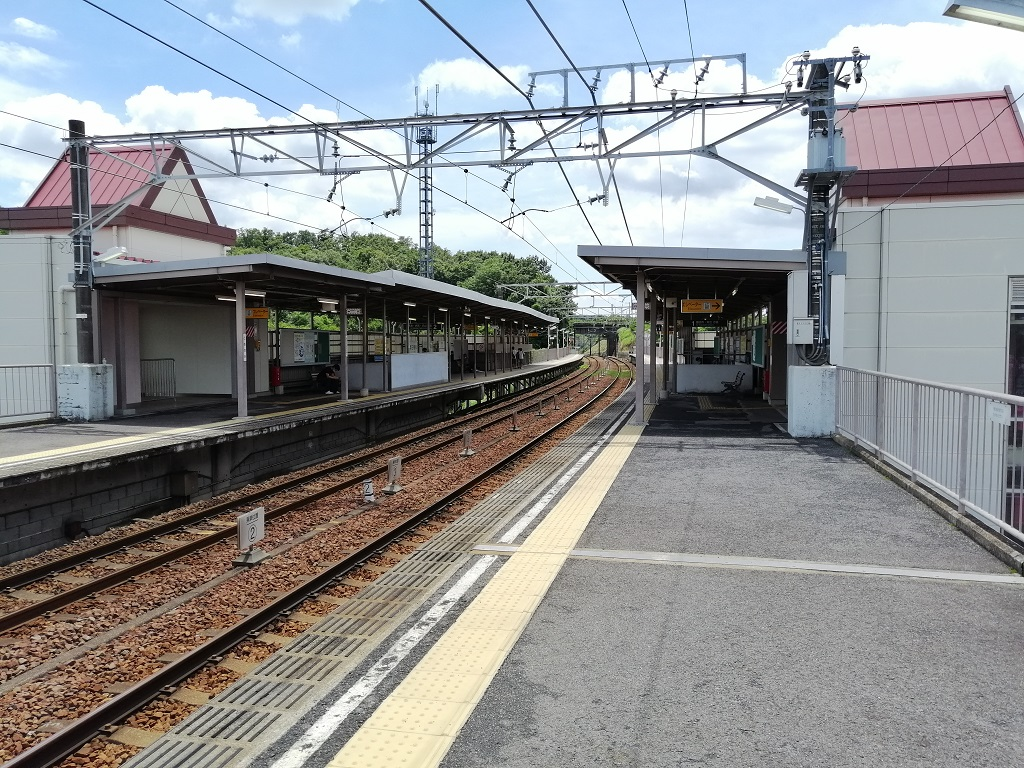
ホーム
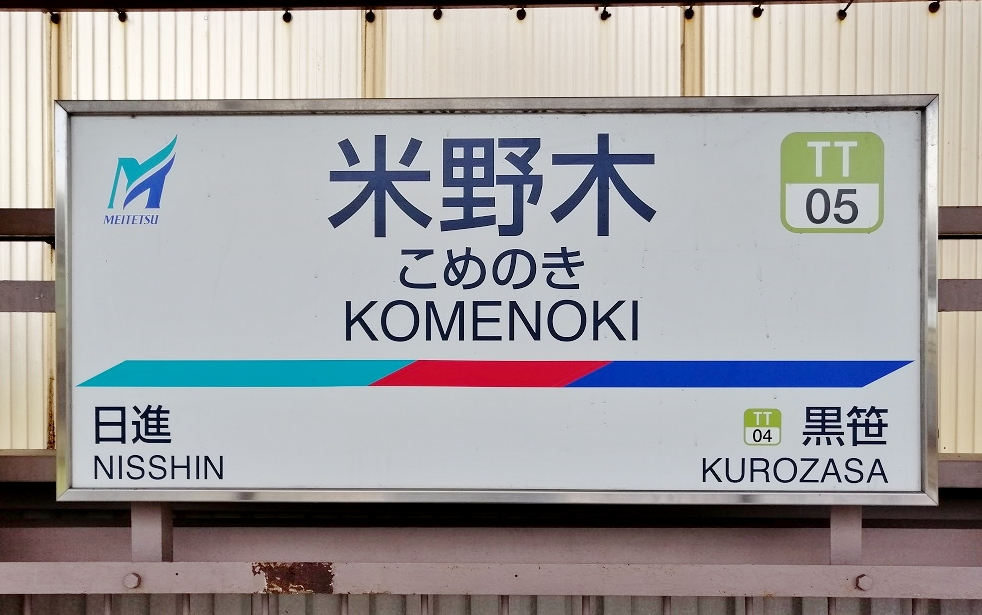
駅名標

### 配線図
| ← 赤池方面 | 米野木駅 構内配線略図 | → 豊田市方面 |
| 凡例 出典: |                       |              |

## 利用状況
- 『移動等円滑化取組報告書』によると、2020年度の1日平均乗降人員は4,593人である[6]。
- 『名鉄120年：近20年のあゆみ』によると2013年度当時の1日平均乗降人員は5,584人であり、この値は名鉄全駅（275駅）中72位、 豊田線（8駅）中5位であった[7]。
- 『名古屋鉄道百年史』によると1992年度当時の1日平均乗降人員は5,653人であり、この値は岐阜市内線均一運賃区間内各駅（岐阜市内線・田神線・美濃町線徹明町駅 - 琴塚駅間）を除く名鉄全駅（342駅）中76位、 豊田線（8駅）中4位であった[8]。

『愛知県統計年鑑』各号および日進市オープンデータポータルサイト等によると、乗車人員の推移は以下の通りである。
| 年                 | 年間乗車人員 | 年間乗車人員 | 一日平均 乗車人員 | 一日平均 乗降人員 | 備考         |
| 年                 | 総数         | 定期         | 一日平均 乗車人員 | 一日平均 乗降人員 | 備考         |
| ------------------ | ------------ | ------------ | ----------------- | ----------------- | ------------ |
| 1979（昭和54）年度 | 381091       | 243870       | 1602              |                   | [ 9 ]        |
| 1980（昭和55）年度 | 802086       | 593310       | 2220              |                   | [ 10 ]       |
| 1981（昭和56）年度 | 896297       | 687120       | 2482              |                   | [ 11 ]       |
| 1982（昭和57）年度 | 750266       | 550860       | 2076              |                   | [ 12 ]       |
| 1983（昭和58）年度 | 873416       | 681180       | 2417              |                   | [ 13 ]       |
| 1984（昭和59）年度 | 923423       | 743340       | 2558              |                   | [ 14 ]       |
| 1985（昭和60）年度 | 918105       | 737850       | 2544              |                   | [ 15 ]       |
| 1986（昭和61）年度 | 903795       | 721230       | 2503              |                   | [ 16 ]       |
| 1987（昭和62）年度 | 936280       | 754950       | 2592              |                   | [ 17 ]       |
| 1988（昭和63）年度 | 817147       | 628740       | 2263              |                   | [ 18 ]       |
| 1989（平成元）年度 | 861108       | 648330       | 2384              |                   | [ 19 ]       |
| 1990（平成02）年度 | 836957       | 640590       | 2317              |                   | [ 20 ]       |
| 1991（平成03）年度 | 893338       | 675540       | 2472              |                   | [ 21 ]       |
| 1992（平成04）年度 | 912410       | 682590       | 2526              | 5653              | [ 22 ] [ 8 ] |
| 1993（平成05）年度 | 1091943      | 823440       | 3023              |                   | [ 23 ]       |
| 1994（平成06）年度 | 1087313      | 813900       | 3010              |                   | [ 24 ]       |
| 1995（平成07）年度 | 1106317      | 834270       | 3060              |                   | [ 25 ]       |
| 1996（平成08）年度 | 1021269      | 761160       | 2827              |                   | [ 26 ]       |
| 1997（平成09）年度 | 988550       | 736560       | 2736              |                   | [ 27 ]       |
| 1998（平成10）年度 | 970315       | 727260       | 2686              |                   | [ 28 ]       |
| 1999（平成11）年度 | 874690       | 651390       | 2419              |                   | [ 29 ]       |
| 2000（平成12）年度 | 799060       | 581190       | 2211              |                   | [ 30 ]       |
| 2001（平成13）年度 | 760874       | 559770       | 2106              |                   | [ 31 ]       |
| 2002（平成14）年度 | 771626       | 572100       | 2136              |                   | [ 32 ]       |
| 2003（平成15）年度 | 782140       | 564480       | 2163              |                   | [ 33 ]       |
| 2004（平成16）年度 | 790596       | 561090       | 2188              |                   | [ 34 ]       |
| 2005（平成17）年度 | 870420       | 630510       | 2408              |                   | [ 35 ]       |
| 2006（平成18）年度 | 844663       | 587700       | 2337              |                   | [ 36 ]       |
| 2007（平成19）年度 | 817723       | 555270       | 2259              |                   | [ 37 ]       |
| 2008（平成20）年度 | 774307       | 505950       | 2140              |                   | [ 38 ]       |
| 2009（平成21）年度 | 781520       | 473370       | 2159              |                   | [ 39 ]       |
| 2010（平成22）年度 | 795977       | 481770       | 2199              |                   | [ 40 ]       |
| 2011（平成23）年度 | 828853       |              |                   | 4566              | [ 41 ]       |
| 2012（平成24）年度 | 922116       |              |                   | 5090              | [ 41 ]       |
| 2013（平成25）年度 | 1012683      |              |                   | 5584              | [ 41 ] [ 7 ] |
| 2014（平成26）年度 | 1042948      |              |                   | 5765              | [ 41 ]       |
| 2015（平成27）年度 | 1062762      |              |                   | 5864              | [ 41 ]       |
| 2016（平成28）年度 | 1017450      |              |                   | 5622              | [ 41 ]       |
| 2017（平成29）年度 | 1108211      |              |                   | 6103              | [ 41 ]       |
| 2018（平成30）年度 | 1154294      |              |                   | 6359              | [ 41 ]       |
| 2019（令和元）年度 | 1169258      |              |                   | 6429              | [ 41 ]       |
| 2020（令和02）年度 |              |              |                   | 4593              | [ 6 ]        |

## 駅周辺
周辺には名古屋商科大学、中部大学第一高等学校、愛知県立日進高等学校や、デンソー基礎研究所、SOKENをはじめとした研究施設や研修センター等が集積する米野木研究開発地区もあり、多くの学生や近隣官公署、企業の職員が利用する。県道岩作諸輪線を南下すると、すぐに東郷町に入る。
21世紀初頭までは、上記施設とわずかな民家の他には、田畑や竹林、雑木林が広がっていたが、2005年に愛知万博が開催された折、住宅地への転用を見越した大規模な駐車場用地の造成が行われ、万博会場へのシャトルバスの発着点となった。万博の閉幕後は予定どおり広大な駐車場跡地での宅地開発が進み、駅周辺の人口が急増した。
2007年（平成19年）10月5日の日進市道「南山の手線」の全線開通と県道岩作諸輪線の改良に伴い、米野木駅周辺の再開発が行われ、車両進入方法が変更された。バスターミナル・駅前広場への一般車両の出入口は、従来の県道から直接進入するルートが廃止され、新設された米野木駅北交差点から南山の手線を経由した新ルートを使用することになった。
現在、日進米野木駅前特定土地区画整理事業が駅に隣接した北部で施工され、住宅地としては2007年以降、レーヴ日進（トヨタ自動車独身寮）をはじめとした高層マンション群、商業地域にはスーパーマーケットのマックスバリュ米野木店が2011年9月16日開店。区画整理事業が完了する平成26年度には4178人（1266戸）の駅前住宅エリアが誕生する計画。

### 公共施設
- 水資源機構愛知用水総合事業部（愛知池）
- 愛知県総合教育センター
- 愛知県尾張東部浄水場
- 愛知県水質試験所
- 愛知県立日進高等学校
- 日進市立東小学校

### 医療機関
- 愛知国際病院
- あずま歯科医院
- 米野木歯科
- こめのきひがし整形外科
- 米野木ファミリークリニック
- さくら動物クリニック
- さんとう耳鼻咽喉科
- はなまるキッズクリニック

### 商業施設
- マックスバリュ米野木店
  - ダイソーマックスバリュ米野木SC店
- ドラッグスギヤマ米野木店
- トヨタカローラ米野木駅前店
- ネッツトヨタ中部 プラザ米野木

### 郵便局・金融機関
- あいち尾東農業協同組合米野木支店（2016年5月30日、米野木駅前（米野木台）に移転開店）
- 豊田信用金庫米野木支店（2017年2月13日、米野木駅前（米野木台）に開店）[42]
- 日進米野木郵便局（2017年3月21日、米野木駅前（米野木台）に移転開店）
- イオン銀行マックスバリュ米野木店出張所（ATM）

### その他
- 愛知池（東郷調整池）
- 愛知池漕艇場
- 名古屋商科大学
- 中部大学第一高等学校
- 愛知国際学園
- 米野木台西保育園
- 中部電力 人財開発センター
- デンソー 基礎研究所
- マキタ 日進事業所
- NECソリューションイノベータ NEC中部ソフトウェアセンター(2015年度下期に名古屋市中区の「NEC中部ビル」へ移転)[43]
- SOKEN（デンソー子会社：2016年4月より順次、愛知県西尾市より日進市へ本社移転）[44]
- カナレ電気 名古屋本社
- アーク 名古屋支社（2016年10月開設）[45]
- 中部大学スポーツパーク日進（サッカー専用貸出グラウンド）
- 東名高速道路 東郷パーキングエリア
- 東名ハイウェイバス 日進バスストップ
- 愛知県道233号岩作諸輪線

### バス路線
- コミュニティバス
  - くるりんばす（日進市）
  - じゅんかい君（東郷町）
- 路線バス
  - 名鉄バス（【　】内は系統番号[46]）
    - 名商大線：【10】（※名商大前止まり）・【11】米野木駅 - 三本木 - 中部大第一高前 - 名商大前 - 名商大

## 隣の駅
名古屋鉄道
TT 豊田線
日進駅（TT06） - 米野木駅（TT05） - 黒笹駅（TT04）